# 亞馬遜彩龜
亞馬遜彩龜（學名：Trachemys adiutrix，英文俗名：Maranhão slider、Brazilian slider、Carvalho's slider）是彩龜屬下的一種龜。在巴西東北部已經瀕臨滅絕。棲息於熱帶雨林

## 分佈
这种彩龟是巴西东北部的特有物种。它的英文俗名Maranhão slider指的就是巴西的马拉尼昂州，但它也分佈在巴西的皮奥伊州。
该物種生活在流动頻率較小的淡水域中，如河流、池塘、沼泽和被洪水淹没的森林地区。它们更喜欢在原木或河岸等露岸的地方曬太陽。

## 分类学
该物種有时被认为是南美彩龟的一个亚种， 可能是引入種。

## 習性

### 摄食习惯
该物種是杂食性的。食譜包括水生植物、昆虫、甲壳类动物、鱼和腐肉。幼龟吃更多的葷，而成体龟則吃更多的植物。

### 天敵
天敌包括大型鸟类、哺乳动物和爬行动物。蛋和幼龟特别容易受到捕食。

## 外形描述
这种龟在幼體时，有一个棕色的背甲，胸盾有大的黑色、棕色和橙色环包围的红橙色点。鳞片边缘有平行的橙色、棕色和黑色条纹。成体时，颜色逐渐转变为黑色和棕色斑点的背侧模式，位于腹侧边缘不规则，在淡橙色斑点上有黑色和棕色的眼圈。

### 第二性徵
雌性通常比雄性大。雄性有较长的尾巴及用于求偶的细长前爪。

## 保护狀態
该物種在IUCN红色名录中被列为了易危。主要原因是因为栖息地破坏、污染和龟販子的抓補。它们有限的分佈範圍也增加了它们的风险。